# Ben More Coigach
Ben More Coigach är ett berg i Storbritannien.   Det ligger i kommunen Highland och riksdelen Skottland, i den norra delen av landet, 800 km norr om huvudstaden London. Toppen på Ben More Coigach är 743 meter över havet, eller 682 meter över den omgivande terrängen. Bredden vid basen är 14,2 km.
Terrängen runt Ben More Coigach är huvudsakligen kuperad, men åt sydväst är den platt. Havet är nära Ben More Coigach åt sydväst.Runt Ben More Coigach är det mycket glesbefolkat, med 2 invånare per kvadratkilometer. Närmaste större samhälle är Ullapool, 10,3 km söder om Ben More Coigach. Trakten runt Ben More Coigach består i huvudsak av gräsmarker.